# Frank Nitti
 (septembre 2021).
Pour les articles homonymes, voir Nitti.
Francesco Raffaele Nitto, plus connu sous le nom de Frank Nitti, surnommé « The Enforcer » en français : « l'exécuteur », né le 27 janvier 1886 à Angri (Campanie) et mort le 19 mars 1943 à North Riverside, est un gangster italo-américain.
Il est l'un des principaux hommes de mains d'Al Capone et plus tard, parrain de l'Outfit de Chicago.

## Biographie

### Jeunesse et prohibition
Frank Nitti est né à Angri, ville de Campanie dans le sud de l'Italie dans les années 1880 ; sa pierre tombale indique 1888, bien que les documents d'immigration mentionnent 1883. Il semble qu'il soit né en fait le 27 janvier 1886. Il s'installe à New York à la fin de la Première Guerre mondiale, où il forme une bande avec Al Capone et son frère Ralph. Dans les années 1920, il s'installe à Chicago, où il ouvre une échoppe de barbier et se consacre en outre aux activités très lucratives de vol de bijoux et de recel. Nitti construit un important réseau d'associés dans le milieu de Chicago et attire l'attention du patron du crime organisé, Johnny Torrio. 
Frank devient vite un des lieutenants du successeur de Torrio, Al Capone, sans doute grâce à leur amitié de jeunesse. La réputation de Nitti grandit. Il se charge de la contrebande et de la distribution d'alcool, pendant la Prohibition, important du whiskey du Canada et le vendant à travers un réseau de speakeasies autour de Chicago. Nitti est l'un des meilleurs lieutenants de Capone, en qui il peut se fier pour ses compétences de direction et son sens des affaires. Si bien que lorsque Capone va brièvement en prison, en 1929, il nomme Nitti membre du triumvirat chargé de diriger la pègre à sa place. Nitti prend la tête des opérations avec Jake Guzik à la tête de l'administration et Tony Accardo pour gérer les basses œuvres.
En dépit de son surnom The Enforcer (« l'exécuteur »), Nitti utilise les « soldats » de la Mafia et autres subordonnés pour commettre des violences, plutôt que de l'exercer lui-même. Non pas que Nitti réprouve l'utilisation des armes à feu - il fut auparavant l'un des meilleurs gardes du corps de Capone - mais en gravissant les échelons de l'organisation, son instinct lui dicte qu'il doit personnellement éviter de se charger du « sale boulot »  pour lequel les tueurs sont payés.

### Nitti à la tête de l'Outfit
En 1931, Frank Nitti et Al Capone sont condamnés pour évasion fiscale et envoyés en prison. Cependant, Nitti n'est condamné qu'à 18 mois alors que Capone en prend pour 11 ans. Nitti est un prisonnier modèle, mais il trouve abominable un confinement d'une année et demi dans une si petite cellule. À sa sortie de prison, en 1932, la presse accueille Nitti comme le nouveau patron du gang de Capone.
En réalité, cependant, Nitti n'est qu'une façade. Selon le reporter et spécialiste de la Mafia, Carl Sifakis, « il serait risible » de croire que des gens comme Paul Ricca, Tony Accardo, Jake Guzik et Murray Humphreys puissent être aux ordres de Nitti. Selon la plupart des récits, Ricca détient réellement le pouvoir dès 1932 et devient clairement le patron dès 1939, même s'il est techniquement le Sotto Capo (« sous-chef ») de Nitti. Ricca enfreint souvent les ordres de Nitti en déclarant, « On va le faire comme ça. On en a assez de l'écouter. » Quand Lucky Luciano et Meyer Lansky organisent le Syndicat du crime, ils considèrent Nitti comme un simple numéro et traitent avec Ricca, en tant que représentant des Capones.
L'Outfit de Chicago se lance alors, parmi d'autres activités, dans la prostitution et le jeu, ainsi que dans le contrôle des syndicats (qui permettent de pratiquer l'extorsion dans de nombreux domaines). La pègre est alors mieux profilée et engrange des profits monstrueux.
Le 19 décembre 1932, une patrouille de la police de Chicago conduite par les détectives Harry Lang et Harry Miller, force le bureau de Nitti, dans la chambre 554, du 221 North LaSalle Boulevard. Lang tire trois fois sur Nitti dans le dos et le cou. Il se tire ensuite une balle sur lui-même (s'éraflant simplement la peau) pour justifier un tir en légitime défense, prétendant que Nitti a d'abord tiré sur lui. Des témoignages au tribunal, révéleront plus tard que la tentative d'assassinat a été ordonnée personnellement par le nouveau maire de Chicago, Anton Cermak, ce dernier désirant remplacer les Capones par des gangsters à sa solde,.
Malheureusement pour Cermak, Nitti survit à ses blessures. En février 1933, il est acquitté du chef de tentative d'assassinat. Lors de ce procès, Miller témoigne que Lang a reçu 15 000 dollars pour tuer Nitti. Un autre policier en uniforme qui était présent lors des coups de feu atteste que Nitti était à terre et désarmé. Harry Lang et Harry Miller sont tous deux mis à la porte de la police et se voient infliger à chacun une amende de 100 dollars pour coups et blessures.
Deux mois plus tard, Cermak est abattu par Giuseppe Zangara, un immigrant de Calabre. À ce moment, Cermak se tenait au côté du président fraîchement élu, Franklin D. Roosevelt. La plupart des historiens pensent que Zangara tenta d'assassiner Roosevelt, mais le manqua et toucha Cermak. D'autres cependant pensent que Nitti avait donné ordre de tuer Cermak, et que le contrat avait été offert à Zangara. Celui-ci était connu pour avoir été tireur d'élite dans l'armée italienne avant d'émigrer en Amérique, ce qui amena certains à spéculer que Cermak était bel et bien la cible.

### Fin de carrière
En 1943, nombre de membres de l'Outfit de Chicago se retrouvent inculpés d'extorsion. Parmi eux, on trouve Nitti, Ricca, Louis Campagna, Ralph Pierce, John Roselli, Nick Circella, Phil D'Andrea et Charles Gioe. L'Outfit est accusé d'avoir tenté de prendre le contrôle de certains des plus grands studios de cinéma d'Hollywood, dont MGM Studios, Paramount Pictures, 20th Century Fox, Columbia Pictures et RKO Radio Pictures. Les studios ont coopéré avec l'Outfit pour éviter des problèmes avec les syndicats manipulés par la pègre.
Lors d'une réunion des patrons de l'Outfit chez Nitti, son Sotto Capo Ricca blâme rageusement Nitti pour les inculpations. Il dit que puisque l'informateur du FBI, Willie Bioff, travaillait pour Nitti, c'est à lui d'aller en prison plutôt que de faire s'écrouler l'ensemble de l'Outfit. Peut-être à cause du sentiment de claustrophobie que déclencha sa première incarcération ou, parce que selon certaines sources, il souffre d'un cancer en phase terminale, Nitti décide de mettre fin à ses jours,.
Le jour avant sa comparution prévue devant le grand jury, Nitti prend un petit déjeuner avec son épouse dans leur maison de Riverside au 712 Selborne Road. Alors que sa femme se rend à l'église, Nitti lui dit qu'il va aller marcher. Après le départ de son épouse, Nitti s'enivre puis charge un révolver de calibre 32, le met dans sa poche de manteau et marche jusqu'à un dépôt de chemin de fer. Deux ouvriers, William F. Sebauer et Lowell M. Barnett aperçoivent Nitti marchant sur les voies face à un train et lui crient des avertissements. Ils croient que le train l'a heurté, mais Nitti a sauté hors de la voie juste à temps. Deux coups de feu retentissent, les ouvriers pensent tout d'abord que Nitti leur tire dessus, puis ils réalisent qu'il tente de se loger une balle dans la tête. Les deux balles sont passées à travers son chapeau. Finalement, Nitti s'assoit contre une barrière, les deux ouvriers l'observant toujours, et se tire une balle dans la tête. Frank Nitti meurt le long d'une voie de l'Illinois Central de North Riverside le 19 mars 1943. Il repose, comme Capone, au cimetière du mont Carmel de Hillside dans la banlieue de Chicago. Sa veuve est décédée en 1981 à 80 ans.